# Tu viện

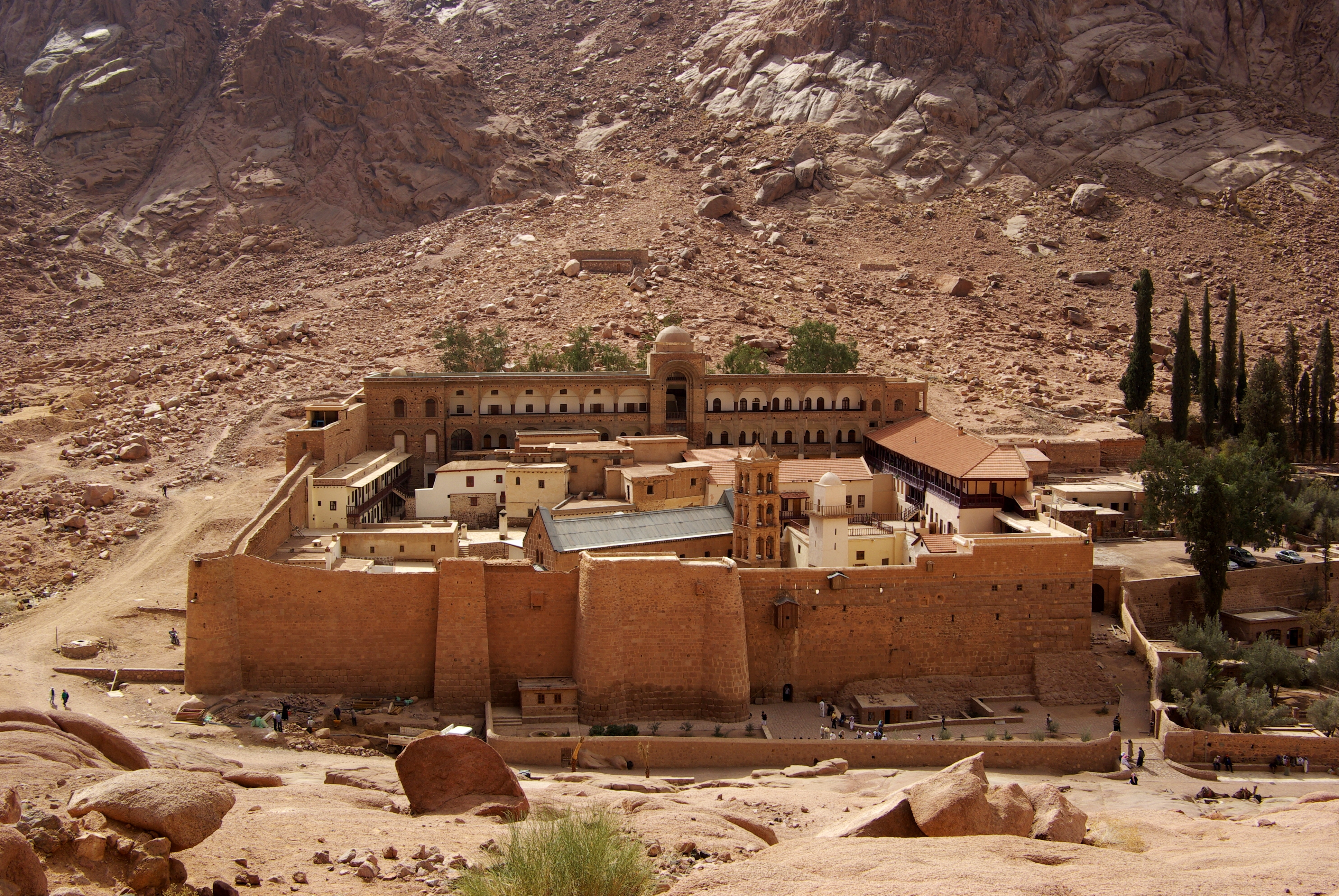
Tu viện Thánh Catarina tại Sinai, tu viện Kitô giáo cổ nhất trên thế giới còn hoạt động, xây dựng từ năm 565

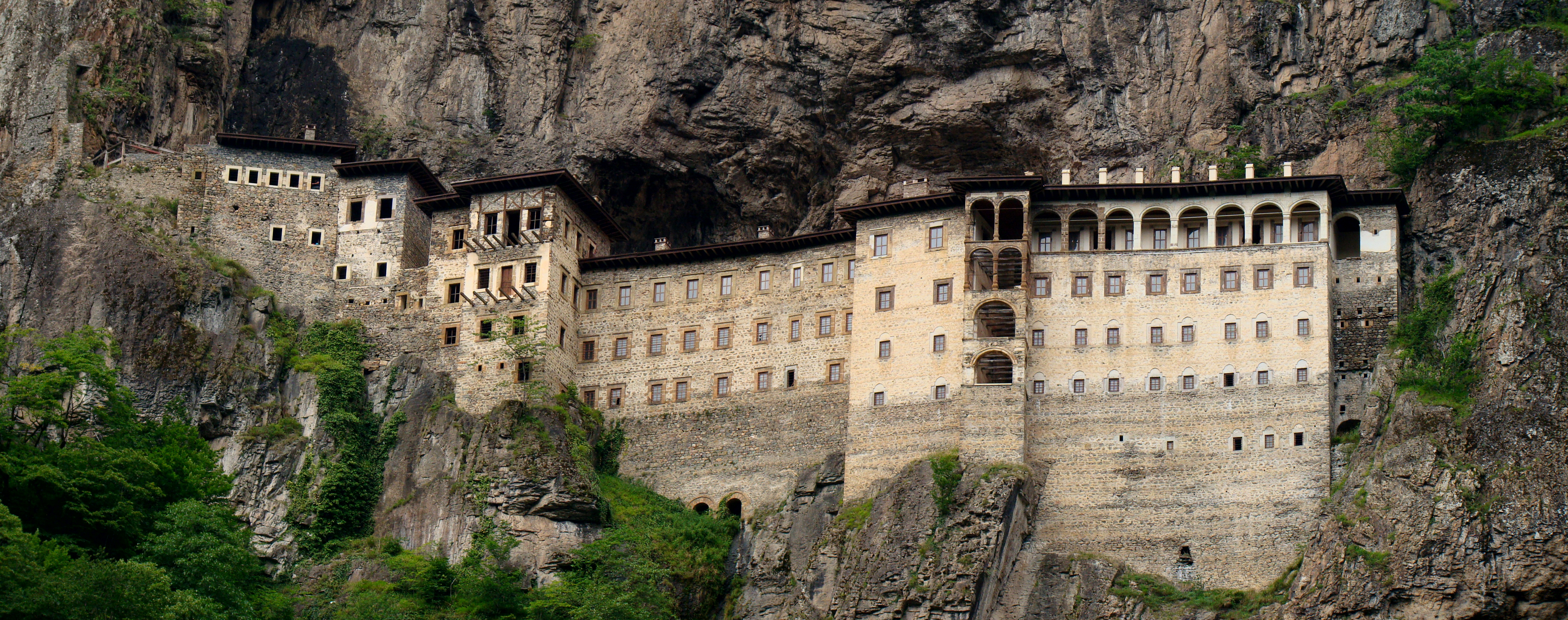
Tu viện Sümela ở tỉnh Trabzon, Thổ Nhĩ Kỳ

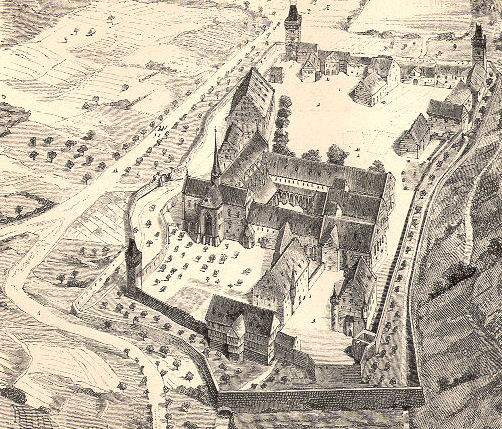
Đan viện Maulbronn ở Đức

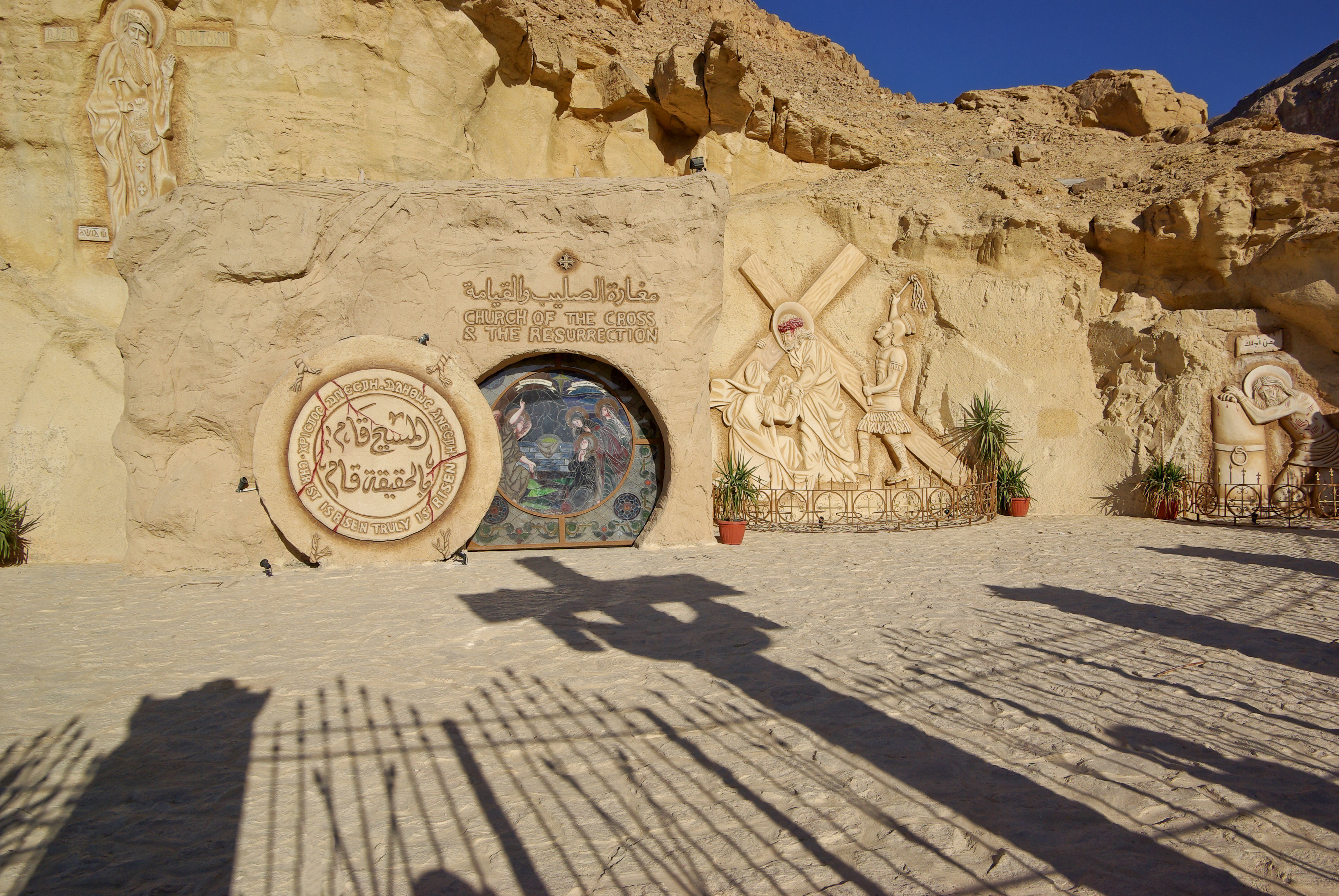
Trong khu vực Tu viện Thánh Antôn Cả của Giáo hội Chính thống giáo Copt trong Sa mạc Sahara tại Ai Cập

Tu viện hoặc đan viện (từ ngữ Công giáo dành cho tu viện tu theo lối chiêm niệm, hoặc tu kín) là những nhà cửa hay công trình xây dựng dành cho các nhà tu hành (tu sĩ, ẩn sĩ, đan sĩ, nữ tu...) ở, nghỉ ngơi, sinh hoạt, hành lễ và tu đạo. Tu viện cũng có thể là một phòng hoặc một buồng dành riêng để cầu nguyện (nhà nguyện). Có thể có nhiều tòa nhà trong một tu viện, bao gồm: ký túc xá nhà thờ, bệnh xá, tu viện, thư viện... Thuật ngữ tu viện trong tiếng Anh: monastery bắt nguồn từ tiếng Hy Lạp: μοναστήριον monasterion
Tu viện có thể khác nhau về kích thước, có những tu viện nhỏ chỉ có sức chứa một ẩn sĩ, hoặc có những tu viện lớn có sức chứa cả một cộng đồng tu hành. Nó có thể là một tòa nhà duy nhất dành cho tu sĩ hay nữ tu nhưng cũng có thể là một khu liên hợp rộng lớn. Trong tiếng Anh, thuật ngữ "tu viện" thường được sử dụng để chỉ các tòa nhà của một cộng đồng các nhà sư. Tuy nhiên các tôn giáo khác nhau có thể sử dụng các thuật ngữ này theo những cách cụ thể (ví dụ: Kitô giáo, Phật giáo, Hồi giáo).
Trong hầu hết các tôn giáo, cuộc sống bên trong tu viện được điều chỉnh bởi các quy tắc khắt khe của cộng đồng tôn giáo đó. Có những quy định cấm quan hệ tình dục trong tu viện hoặc đòi hỏi người đi tu phải vẫn độc thân và ít hoặc không có tài sản cá nhân. Nhìn chung cuộc sống trong tu viện tương đối khổ hạnh và thanh đạm, đây cũng là một cách rèn luyện của người tu hành. Cuộc sống bên trong tu viện diễn ra tương đối khép kín với thế giới bên ngoài. Một số tu viện duy trì việc cung cấp lương thực thông qua việc sản xuất tự túc, tự cấp như trông rau, nuôi gia cầm, gia súc. Hiện nay, nhiều tu sĩ Kitô giáo ngày nay đã cập nhật và thích ứng với xã hội hiện đại bằng cách sử dụng các thành tựu của xã hội như máy tính, Intetnet...